# 竹村知美
竹村 知美（たけむら ともみ、1993年3月3日 - ）は、日本の元女性声優、元女優。京都府出身。ネクシードに所属していた。

## 経歴
大阪アニメーションスクール専門学校、ネクシード付属養成所「&」（アンド）東京校（1期生）を卒業後、ネクシードに所属。
2021年3月31日、8年間所属していたネクシードからの退所と芸能活動引退を発表した。

## 出演

### テレビアニメ
- ゆるゆり♪♪（2012年、生徒）
- 双星の陰陽師（2016年、化野沙貴）
- ブラッククローバー（2020年、碧の野薔薇団団員）
- 波よ聞いてくれ（2020年）

### 吹き替え

#### 映画
- Mr.&Mrs.フォックス（イリーナ、ヴィヴィアン）
- SHOOTING　シューティング
- Z Bull ゼット・ブル（ケイティ）
- アイアンクロス　ヒトラー親衛隊《SS》装甲師団（エレノア）
- アサイラム 監禁病棟と顔のない患者たち
- アドベンチャー・オブ・クリスマス 冬の魔女とサンタのプレゼント工場（泥棒少女）
- アンダー・ザ・シルバーレイク（ミリセント・セヴェンス）
- アンドロン（ヴァレリー）
- インバージョン 転移（ジェス）
- ウェズリー・スナイプス コンタクト（カラ）
- エクリプス（ディアナ）
- エンド・オブ・カリフォルニア（イングリッド）
- グランド・クロス ジャッジメント・デイ（エリザベス）
- ザ・ストーム
- サスペクツ・ダイアリー　すり替えられた記憶（コーリ）
- サマー・インフェルノ（ミッシェル）
- サンタのマジック・クリスタル（妖精）
- シティーハンター THE MOVIE 史上最香のミッション（通行人女[5]）
- シャークネード エクストリーム・ミッション（クラウディア 他）
- シャークネード4（クラウディア）
- シャークネード5 ワールド・タイフーン（ジェム）[6]
- スケアリーストーリーズ 怖い本（サラ〈キャスリーン・ポラード〉[7]）
- スペース・エクスペンダブルズ（ヘンリックセン 他）
- スモーク・アンド・ミラーズ 1000の顔を持つスパイ（ニエベス）
- ダーケスト・マインド
- ダイナソーinL.A（グレッチ）
- 007/ノー・タイム・トゥ・ダイ（MI6の女性[8]）
- ダブル・トリガー（トリシュ 他）
- ドライヴ（ブランチ）
- ナイスガイズ!（アメリア・カットナー）
- バトル・オブ・スカイアーク（スピンドル）
- バトル・ドローン （ナターシャ・マルテ）
- ビューティフル・デイ（ニーナ・ヴォット）
- ファウンダー ハンバーガー帝国のヒミツ
- ブルータル・ジャスティス （ケリー・サマー）
- マーラとバイキングの神々（ラリッサ 他）
- ミシカ（ティーラ）
- ミシカ2（ティーラ）
- ミラーズ　呪怨鏡（勧誘員）
- ラスト・サマーウォーズ
- ラン・スルー・ザ・ナイト（スビエータ）
- リピーテッド
- リベンジ・フォー・ジョリー 愛犬のために撃て！（ビッキー）
- レオナルド・ダ・ヴィンチ 美と知の迷宮（イザベッラ・デステ）
- レッド・ドーン（住民女性）
- ロード オブ モンスターズ（シェリーズ）
- ロンドン・ヒート（クラーク 他）
- ワイルド・スピード SKY MISSION（保育士他）
- 監獄都市 プリズン・シティ（アイシャ 他）
- 奇跡の人 マリーとマルグリット
- 虐待の証明（サンア母 他）

#### 海外ドラマ
- 9-1-1: LA救命最前線（タティアナ、エヴァ、アリ 他）
- JUSTIFIED 俺の正義
- Zネーション（パンドラ 他）
- アウトキャスト シーズン2（ダコタ）[9]
- エレメンタリー ホームズ&ワトソン in NY
- 女刑事マーチェラ（ステイシー・バレット〈ケリー・ガフ（英語版）〉）
- スーパーナチュラル
- デイブレイク 〜世界が終わったその先で〜（デミ）- Netflixオリジナル番組
- ティーン・ウルフ（ブレーデン）Amazon Prime Video
- パッセージ（エリザベス 他）
- フリンチ: 怯んだら負け!（ローレン） - Netflixオリジナル番組
- セルジオ: 世界を救うために戦った男 - Netflixオリジナル番組
- フロンティア シーズン3（カフイタ）- Netflixオリジナル番組
- ボッシュ シーズン3（アニタ・ベニーテス）
- レイヴンのウチはチョー大変！
- 夜警日誌（チョヒ 他）

### 映画
- 恋人たち（2015年11月14日公開、松竹ブロードキャスティング/アーク・フィルムズ、監督：橋口亮輔）[10]

### テレビドラマ
- 関西テレビ『流行りん♥モンロー!』再現VTR（店員）
- 関西テレビ『はんなりギロリの頼子さん』（扇子店の女性）[11]
- テレビ神奈川『びったれ!!!』

### その他
- タカラトミーアーツ お寿司戦隊シャリダー（シャリダーベニー）
- 得意・不得意から入る 特別支援教育教材（ナビうさぎ）
- 西浦達雄朗読ライブ「息子からの手紙」（香川夏子）
- 星のリゾート リゾナーレ八ヶ岳（ナレーション）